# Kingu Kongu tai Gojira
Kingu Kongu tai Gojira (em japonês:  キングコング対ゴジラ; bra: King Kong vs. Godzilla) é um filme nipo-estadunidense de 1962, dos gêneros ação, aventura e ficção científica, dirigido por Ishiro Honda.

## Enredo
Sr. Tako, o engraçado presidente da Farmacêuticos Pacific, chama seus asseclas Sakurai e Kinsaburo para viajar para a Faro Island capturar o gigantesco gorila King Kong e levá-lo pro Japão, na tentativa de melhorar os comerciais. Enquanto isso, Godzilla se liberta do iceberg e ataca uma base militar japonesa, o que deixa Tako com muita raiva.
Enquanto isso, na Faro Island, o polvo gigante Oodaka ameaça a vida dos aldeões mas é impedido pelo poderoso Kong com a ajuda de Sakurai e Kinsaburo. Depois, Kong toma uma bebida e adormece. Sakurai e Kinsaburo levam Kong para o navio e seguem para o Japão. Voltando à Farmacêuticos Pacific, Tako pula de felicidade por Kong atacar outra base militar japonesa em vez de Godzilla. Tako sai para se encontar com seus homens Sakurai e Kinsaburo.
No navio, Tako vê com alegria o Kong, mas aí o gigante gorila atingido por um raio acorda e ataca a todos e vai ao Japão aterrorizando a vida dos japoneses.
Na floresta King Kong encontra o Godzilla e começam várias lutas até os dois monstros cairem no mar. Kong sobrevive, mas ninguém sabe o que houve com Godzilla. Finalmente, Kong volta para sua Faro Island.

## Versão ocidental
Quase todas as cenas cômicas do filme foram excluídas da versão ocidental lançada pela Universal International. O produtor John Beck cortou cenas do original japonês e no lugar delas adicionou filmagens com atores americanos interpretando repórteres comentando sobre a ação. Até a música de Akira Ifukube deu lugar à trilha de filmes da Universal.[carece de fontes?]